# 拉法葉縣 (密西西比州)
拉法葉縣（英語：Lafayette County）是美國密西西比州北部的一個縣。面積1,759平方公里。根據美國人口調查局2000年統計，共有人口38,744。縣治牛津 (Oxford)。
成立於1836年2月9日，縣名是紀念美國獨立戰爭英雄、法國大革命領導者，拉法耶特侯爵。